# Federazione cestistica della Slovacchia
La Slovenská basketbalová asociácia (acronimo HKSBA) è l'ente che controlla e organizza la pallacanestro in Slovacchia.
La federazione controlla inoltre la nazionale di pallacanestro della Slovacchia. Ha sede ad Bratislava e l'attuale presidente è Ľubomír Ryšavý.
È affiliata alla FIBA dal 1993, a seguito della scissione dalla defunta Federazione cecoslovacca (dovuta alla divisione della Cecoslovacchia in Repubblica Ceca e Slovacchia) ed organizza il campionato di pallacanestro slovacco.